# Morti nel 642
| Questa pagina contiene informazioni ricavate automaticamente dalle voci biografiche con l'ausilio del template Bio e di un bot. L'aggiornamento è periodico e automatico e ricostruisce completamente la pagina. Se manca una persona in questa lista, sei pregato di non aggiungerla, ma accertati piuttosto che la sua voce biografica contenga il template Bio e che i dati anagrafici siano correttamente compilati. Se il template Bio manca, inseriscilo tu stesso o, in alternativa, metti l'avviso {{tmp\|Bio}} che ne segnala la mancanza. Se i dati riportati sono sbagliati, correggi direttamente la voce biografica; le modifiche saranno visibili in questa lista entro pochi giorni. Per chiarimenti vedi il progetto biografie. La lista contiene solo le 11 persone che sono citate nell'enciclopedia e per le quali è stato implementato correttamente il template Bio. Pagina aggiornata al 10 giu 2025. |

- 5 agosto - Eowa, re
- 12 ottobre - Papa Giovanni IV, papa e vescovo
- Aega, nobile franco
- Aione I di Benevento, longobardo
- Domnall Brecc, sovrano
- Domnall mac Áedo, re irlandese
- Emma di Austrasia, regina franca
- Eraclio II, imperatore bizantino (n. 626)
- Khalid ibn al-Walid, condottiero arabo (n. 592)
- Tulga, sovrano visigoto
- Tulayha, profeta arabo